# Guerra Zhou-Chu
La guerra Zhou-Chu fue un conflicto militar entre la dinastía Zhou, bajo el reinado de Zhao, y el estado de Chu entre 961 y 957 a. C. El rey Zhao dirigió personalmente al menos dos campañas importantes contra Chu y otros estados y pueblos de la región central del Yangtsé, inicialmente conquistando las tierras al norte del río Yangtsé y el valle del río Han. Sin embargo las fuerzas de Zhou sufrieron una aplastante derrota, con la mitad de sus fuerzas armadas y el rey Zhao muertos. Esto provocó que posteriormente perdieran el control de gran parte del territorio conquistado. La guerra acabó con la era de la expansión occidental de Zhou, que fue forzado a defenderse de los atacantes extranjeros. Por otro lado, Chu consolidó su independencia y continuaría creciendo hasta convertirse en uno de los estados más poderosos de China.

## Contexto histórico

### Región central del Yangtze
La guerra tuvo lugar en la región central del Yangtsé. Una zona dominada por pantanos, marismas y montañas, pero aún muy fértil y extremadamente rica en minerales como el oro, el cobre y el estaño. Como resultado de su riqueza natural, el área no solo generó varias culturas neolíticas altamente desarrolladas,  sino que también atrajo la atención de las pueblos que vivían en la llanura central (Zhongyuan). Posteriormente, muchas culturas del norte intentaron expandirse en la región central del Yangtze con el objetivo de explotar sus minas. Los intrusos del norte más prominentes y exitosos pertenecían a la cultura de Erligang, comúnmente asociada con la dinastía Shang. Parece que los Shang tomaron el control de grandes franjas de la región alrededor de 1500 a. .C., a pesar de que nunca llegaron a controlar todo Hubei oriental. Con Panlongcheng como su centro local, los norteños dominaban políticamente y culturalmente a la población local, mientras minaban los depósitos del área central del Yangtsé para abastecer la producción de bronce de las ciudades de Shang en la llanura central. Entre las minas más importantes se encontraban Tonglüshan y Tongling en Huangshi, ambas al sur del Yangtsé. Según historiografías posteriores, Shang también estableció varios estados menores en la región, entre ellos E y Zeng.
Después de unos cien años aproximadamente, la hegemonía Shang comenzó a flaquear. Las áreas influenciadas por la cultura de Erligang comenzáron a disminuir rápidamente a partir del siglo XV a. C. y Panlongcheng fue abandonada por completo poco tiempo después del 1400 a. C. Los lugares en los que perduró Erligang, como Tonggushan, cerca de la actual Yueyang, probablemente se convtieron en lugares independientes de la dinastía Shang. A pesar de que el dominio de Shang sobre el este de Hubei se había derrumbado en su mayoría hacia el siglo XIV a. C., la dinastía continuó activa en la región central del Yangtsé. Las inscripciones de los huesos oraculares informan sobre la existencia continua de algunos enclaves de Shang leales en Hubei, como E, Zeng y Chu, así como de muchas campañas militares contra pueblos del sur. Estas campañas probablemente solo tuvieron un éxito limitado y fueron poco efectivas, de modo que la dinastía Shang no volvió a recuperar su dominio sobre el sur. Sin embargo, la presencia continua de la dinastía Shang en el sur, incluso siendo débil, más tarde se convertiría en crucial para la expansión de la dinastía Zhou hacia el sur.
El final de la hegemonía Shang probablemente dejó un vacío político en la parte central de la región del Yangtsé. Los hallazgos arqueológicos no evidencian la existencia de unidad cultural en la región después del período Erligang, lo que hace poco probable la existencia de un poder centralizado mayor. En lugar de expandirse hacia el norte, la poderosa cultura Wucheng comenzó a hacerlo desde Jiangxi hasta la región central del Yangtsé, aunque probablemente el pueblo Wucheng nunca llegase a dominar políticamente la región, tal y como lo había hecho la dinastía Shang. Sin embargo, el fin de la autoridad central de Shang no condujo a un colapso cultural o tecnológico en el área; en cambio, el final de su gobierno permitió que surgieran varios centros nativos pequeños, pero muy desarrollados, lo que posiblemente condujo a un florecimiento de la civilización en esta etapa. Al liberarse en gran parte de la dominación extranjera, estos sistemas políticos se volvieron económica, tecnológica y políticamente muy avanzados, mientras que también crecían militarmente. Los pueblos del Yangtsé demostraron una gran capacidad de recuperación y fuerza marcial contra la última dinastía Shang.

Zonas arqueológicas prominentes entre el 500 y el 1040 a. C.. Panlongcheng y Wucheng están al sur

Tres de estas entidades políticas del Yangtsé se involucraron en la guerra de 961-957 a. C.: Chu o «Jing-Chu», Hufang y Xian. Sin embargo, dónde se ubicaron exactamente estas entidades o qué forma tomaron no se puede saber a partir del material arqueológico y los registros contemporáneos. Por lo tanto, toda la información siguiente sobre estas entidades es una cuestión que permanece en debate y se basa en ciertas interpretaciones:
- Podría decirse que Chu fue el más importante y, posiblemente, el más poderoso de este grupo. Mientras que sus gobernantes posteriores afirmaron haber descendido de la legendaria dinastía Xia del norte, Chu probablemente era una confederación tribal indígena influenciada por la cultura del norte que surgió tras el final del gobierno local de Shang.[11][45][46] El pueblo Chu se había establecido originalmente a lo largo del río Dan en el sur de Henan, pero en algún momento, probablemente antes de la guerra del rey Zhao, se trasladaron a la zona montañosa al oeste del río Han, en el este de Hubei.[35][47] Allí construyeron un emplazamiento fortificado cerca de las montañas Jing.[48] Con el tiempo, Chu se convirtió en el poder local dominante y tomó el control de varias tribus vasallas y de pequeños estados.[11][45] Como resultado de su creciente poder, los primeros gobernantes de Chu incluso recibieron algún tipo de reconocimiento por parte de Shang.[49]

- Hufang, mucho más extraño, comparte su nombre con una entidad política ilustrada en los huesos oraculares de la dinastía Shang. Estos primeros Hufang se asocian comúnmente con la cultura Wucheng antes mencionada.[50][51] Se debate seriamente si los primeros Hufang son idénticos a los Hufang que posteriormente lucharon contra el Rey Zhao de Zhou,[19] aunque debería tenerse en cuenta que el colapso de la cultura Wucheng coincide con la guerra contra el Rey Zhao; además, el investigador Donald B. Wagner vincula directamente el final de Wucheng con el ascenso de la dinastía Zhou.[52] Independientemente de su identidad real, los Hufang posteriores son ubicados generalmente por los sinólogos en el río Han[19] o el Yangtsé.[12][n 2] Li Feng plantea que los Hufang eran bastante poderosos, y que ellos, no Chu, eran los principales enemigos del Rey Zhao.[53][39]

- Si el estado de Xian que estuvo involucrado en la guerra de 961-957 a. C. puede asociarse con el estado del mismo nombre del período de primaveras y otoños, este estaba ubicado en el moderno distrito de Huangzhou. Poco más se sabe sobre eso.[19][54]

### Relaciones entre la dinastía Zhou y el sur hasta el 977a.C.
La actividad de la dinastía Shang en el área central del Yangtsé culminó con su repetina destrucción a manos del pueblo Zhou en torno al 1046 a. C., quienes luego establecieron su propia dinastía en la llanura central. Para los pueblos del Yangtsé los Zhou no eran desconocidos. De hecho, las Memorias históricas de Sima Qian aportan información sobre los antecedentes de la conquista de Shang, cuando el dirigente de Chu, Yu Xiong, viajó hasta la corte de Zhou en Feng para someterse ante el Rey Wen. El historiador Ralph D. Sawyer ha especulado sobre la posibilidad de que Yu Xiong haya reconocido que la dinastía Shang se estaba derrumbando o que él simplemente quería asegurarse de tener buenas relaciones con sus vecinos más poderosos. De cualquier manera, reconoció a Zhou como prometedores advenedizos y estableció una relación amistosa con ellos. Por consiguiente, Chu apoyó a Zhou para derrocar a la dinastía Shang suministrándoles arcos y flechas.
Sin embargo, el sometimiento de Chu ante el reciente reino de Zhou fue prácticamente nominal, ya que las diferencias entre ambas entidades políticas eran muy grandes y que el pueblo Chu era muy independiente. Esta sumisión formal sirvió poco más que como una modesta alianza o un pacto de no agresión, sin embargo, no fue un problema para los primeros gobernantes de Zhou. Para ellos también era beneficioso si no había amenazas desde el sur mientras consolidaban su nuevo reino. La relación mutuamente beneficiosoa, pacífica y cooperativa entre Chu y Zhou continuó bajo el reinado de Cheng de Zhou, quien enfeudó como visconde a Xiong Yi, gobernante de Chu. Bajo el reinado del Rey Kang, Xiong Yi incluso llegó a ser uno de los ministros más importantes de la corte de Zhou.
Además del significado de estos vínculos política con Chu, la dinastía Zhou también obtuvo un punto de apoyo en el área del Yangtsé. Como sucesor de la dinastía Shang, se convirtió en el nuevo gobernador supremo de los restantes vasallos de Shang al sur, entre ellos E y Zeng como los más importantes. La dinastía también heredó las antiguas rutas comerciales hacia las grandes minas del sur, que rápidamente se volvieron de gran importancia para la dinastía. Tal y como hizo el pueblo Shang, la nueva dinastía comenzó a depender totalmente de la importación de menas de las minas del sur para sostener el crecimiento de su producción de bronce a gran escala. Aun así, al principio la influencia cultural en el centro del área del Yangtsé fue débil. Han sido encontrados muy pocos bronces de Zhou del periodo de transición Shang-Zhou en el este de Hubei, lo que indica que la presencia Zhou en la región fue pequeña. Estos hallazgos corresponden con inscripciones de bronces contemporáneos que muestran que la dinastía se centró inicialmente en expandirse hacia el este y el norte, mientras dejaba las entidades política del sur prácticamente solas.

## Preludio

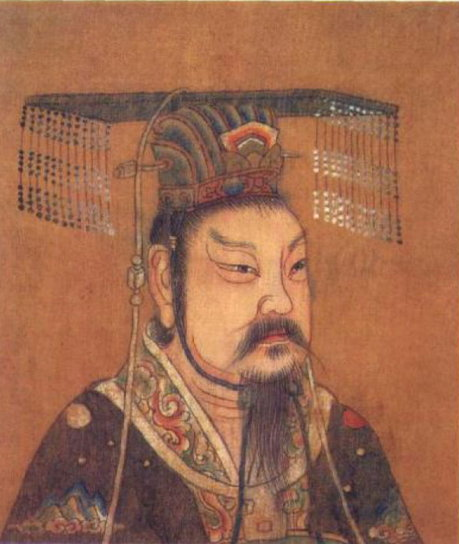
Rey Zhao de Zhou

La situación comenzó a cambiar drásticamente durante el reinado del Rey Zhao de Zhou (977-957 a. C.). Después de que sus predecesores hubiesen asegurado en su mayoría las fronteras oriental, septentrional y occidental del imperio Zhou, el Rey Zhao centró su atención en el sur y comenzó una importante contienda militar y colonial dirigida a la zona central del Yangtsé. Al principio, los Zhou fortalecieron significativamente su presencia en el área de Suizhou. Al hacerlo, los estados vasallos locales de Zeng y E se expandieron significativamente y se convirtieron en bases cruciales para la expansión hacia el sur; especialmente Zeng, que se transformó en un marquesado rico y poderoso (en chino tradicional, 侯; pinyin, hóu) durante este período.
Se desconoce la causa exacta de la agresiva expansión del rey Zhao en el sur, pero los sinólogos han contemplado varias posibilidades. Por un lado, la expansión podría haber tenido causas económicas, ya que la necesidad de minerales crecía constantemente en el imperio Zhou. Por consiguiente, el Rey Zhao podría haber querido asegurar y explotar completamente las minas de Yangtsé al conquistarlas. Dado que las entidades políticas del sur eran relativamente ricas, la expansión de Zhou también podría haber sido motivada por la esperanza del saqueo. Además, la ideología podría haber contribuido al estallido de la guerra: tal vez el rey Zhao deseaba recuperar los territorios del sur de la caída dinastía Shang, ya que la dinastía Zhou se veía como el sucesor legítimo de este y, por lo tanto, tenía derecho a gobernar todo su territorio anterior.
Por otro lado, las diferencias políticas podrían haber sido las principales razones del estallido de las hostilidades. Sawyer argumenta que, a medida que la genialidad de la conquista Shang comenzó a desvanecerse, muchos estados que no eran vasallos de Zhou se comenzaron a inquietar. Como la mayoría de ellos probablemente solo se sometieron formalmente a la dinastía Zhou y no hicieron más que enviar tributos, no habría significado un gran esfuerzo para desechar su lealtad a la dinastía distante. Charles Higham plantea, a partir de historiografías posteriores, que este había sido el caso de Chu: se había expandido rápidamente después de la transición Shang-Zhou, su poder e influencia crecieron y unió bajo su control grandes franjas del río Han y los valles centrales del Yangtsé. Con su poder en aumento, Chu se volvió desafiante hacia los gobernantes de Zhou. Tras sentirse amenazado o simplemente ofendido por la ascensión y el desafío de Chu, el Rey Zhao podría haber decidido invadir la región del Yangtsé y, más tarde, el propio Chu para restablecer el dominio absoluto de Zhou. Esta interpretación está respaldada por el hecho de que las inscripciones de bronce y las historiografías posteriores acusan tanto a Chu como a los Hufang de rebelión contra la dinastía Zhou. Sawyer señala, sin embargo, que incluso si Chu y otros nativos fueron una amenaza para el rey Zhao, los Zhou fueron los agresores principales debido a las diferentes incursiones en el área del Yangtsé.

## Guerra

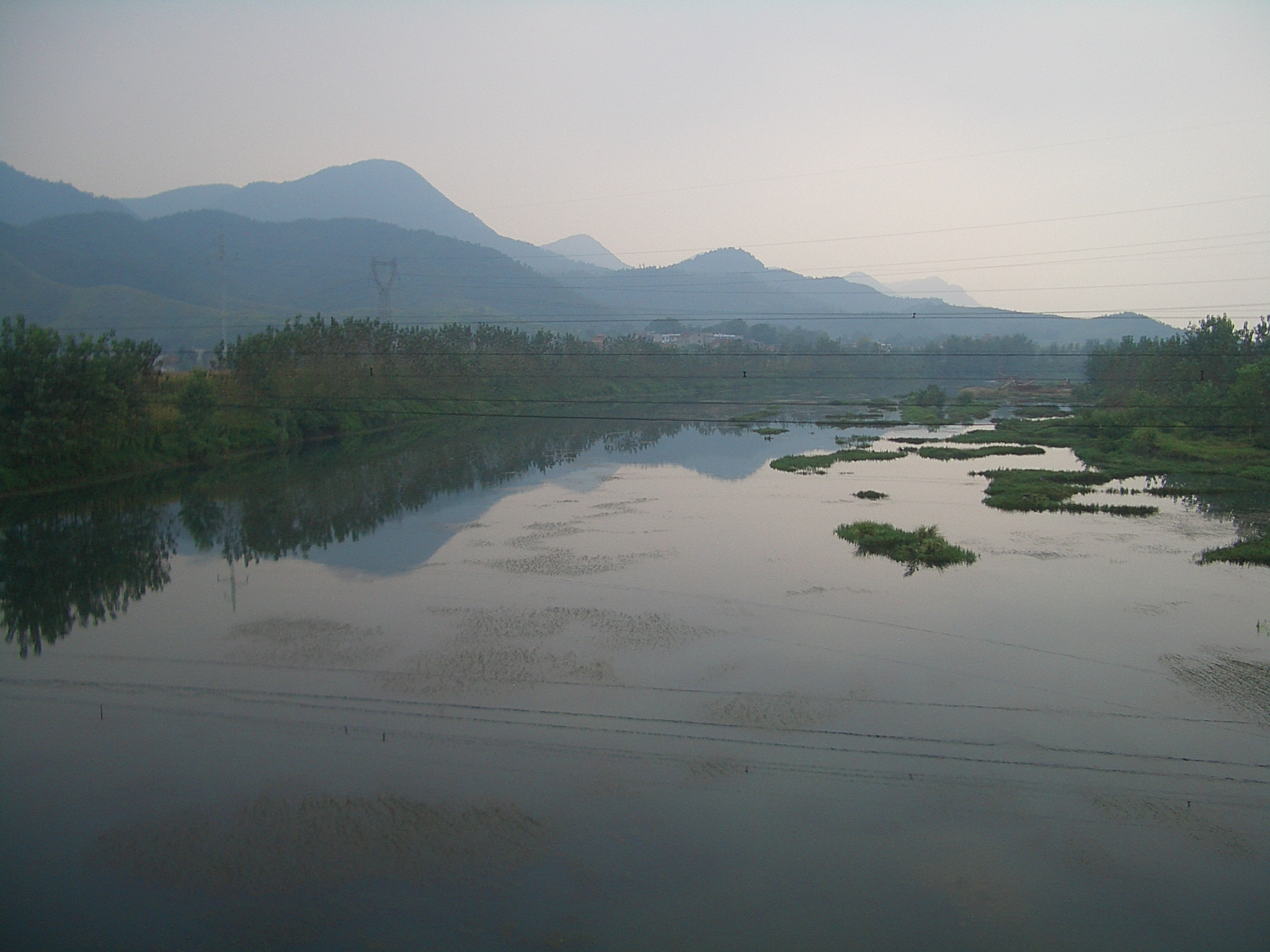
En los tiempos de la invasión del Rey Zhao, los pantanos como los de Yangxin eran comunes a lo largo del río Han y del Yangtsé.

La guerra comenzó en torno al 961 a. C., en el decimosexto año de reinado del Rey Zhao. Se sostienen dos teorías, una en la que uno de los estados vasallos de Chu atacó el territorio de Zhou, y otra en la que Zhao ordena un ataque preventivo. Al estallar la hostilidad, Zhou ordenó al oficial el oficial Bo Maofu a patrullar el río Han para prevenir cualquier ataque de grupos enemigos desde el flanco de las defensas de Zhou, o de aquellos que lo bordeasen completamente para invadir las posesiones occidentales de Zhou, que eran más vulnerables; mientras pasaban revista a los estados vasallos, Zeng, E, Fang y Deng, para alistarlos al esfuerzo de guerra. Cuando las fuerzas armadas de Zhou llegaron desde Chengzhou hasta la zona central del Yangtsé, montaron un campamento en Zeng. Desde ahí, las tropas combinadas de los ejércitos de Zhou y de los estados vasallos conquistaron la zona norte del Yangtsé para luego cruzar el río Han, donde el Rey Zhao se topó con un rinoceronte, que fue interpretado como un signo de buen augurio. El ejército de Zhou procedió a someter a los 26 estados vasallos de Chu que estaban en el valle del río Han, y luego atacó y capturó la capital fortificada de Chu, cerca de las montañas Jing. Al hacerlo, Zhou obtuvo un gran botín, especialmente metales preciosos; esto respalda la teoría de que una de las principales razones de Zhou para llevar a cabo su expansión hacia el sur era la búsqueda de minerales y el pillaje. Sin embargo, no se sabe si el Rey Zhao no pudo destruir u ocupar Chu, o si decidió no hacerlo; pero debido a esto, Chu fue capaz de recuperar su fuerza. Aun así, los ejércitos de Zhou tomaron el control total del área este del río Han y del norte del Yangtsé, donde construyeron la fortaleza de Lutaishan, que funcionaba como base militar y política.
Después de estos primeros sucesos, Zhou inició ataques contra otros gobiernos del sur para asegurar toda la región: Scribe Yü, bajo el mando de un ejército, organizó una campaña exitosa contra Xian, mientras el duque de Nan lideró un asalto contra los Hufang en torno al 959 a. C., del que probablemente salió victorioso, aunque aún es una cuestión en debate. Estas campañas estuvieron bien preparadas y organizadas mediante la construcción de bases avanzadas, la ayuda de los estados vasallos ―Fang, Deng y E― y misiones diplomáticas ―por ejemplo, el gobernador de Qin fue enviado al pueblo de Fan, en el norte de Henan, para asegurar su cooperación durante las campañas contra Chu―.
En el 957 a. C. el Rey Zhao inició su segunda mayor campaña militar a través del río Han. Empleó la mitad de las fuerzas armadas de Zhou, organizadas en los «Seis ejércitos de occidente» ―en inglés: Six Armies of the West―,; este asedio masivo ha sido interpretado por Li Feng y Ralph D. Sawyer como el deseo de Zhao de mantener bajo su control la región central del Yangtsé destruyendo completamente al estado de Chu. Según los Anales de Bambú ―en chino tradicional, 竹書紀年; pinyin, Zhúshū Jìnián―, la segunda ofensiva contra Chu comenzó con el mal presagio del avistamiento de un cometa, razón por la que el ejército de Zhou, liderado personalmente por el Rey Zhao, el duque de Cai y el ministro Xin Yumi, no pudo vencer a Chu. Ying Hongbing ha planteado que la poca familiaridad de Zhou con las características geográficas y climáticas del sur provocó su derrota durante esta campaña. Tras haber sido rechazados, Zhou quería retirarse a través del río Han pero, según la Lüshi chunqiu,, el puente por el que estaban cruzando se desmoronó, lo que hizo que el Rey Zhao y el duque de Cai cayeran a las aguas del río. Se ahogaron, a pesar de que Xin Yumi, quien había conseguido cruzar el puente, intentó salvarlos. En reconocimiento por su esfuerzo de salvar al Rey Zhao, Xin Yumi fue nombrado barón. La razón por la que se desmoronó el puente se desconoce, pero podría deberse a que se sobrecargó, a que fue saboteado o a que Chu llevó a cabo un ataque sorpresa. Sawyer plantea que, con el derrumbamiento del puente, las tropas de Zhou no solo perdieron sus comandantes más importantes, sino que, aún más significativo, perdieron su única vía de regreso; esto podría haber sumido a las tropas de Zhou en el caos, momento que aprovecharon las fuerzas de Chu para destruirlas. La muerte y derrota del Rey Zhao fue atribuida consecuentemente a Chu en generaciones posteriores.

## Consecuencias

Después de su victoria sobre Zhou y la conquista de E, Chu se convirtió en uno de los estados más poderosos de los períodos de primaveras y otoños y del de los reinos combatientes

La desastrosa derrota del Rey Zhao tuvo serias repercusiones políticas para la dinastía Zhou. La destrucción de casi la mitad de las fuerzas reales, posiblemente más de 12 000 soldados, fue un revés militar abrumador. Detuvo la expansión del reino de Zhou y lo forzó a la defensa, ya que los Zhou intentaron restituir sus fuerzas. No realizaron invasiones más importantes a las entidades políticas del sur, y los Zhou y no volvieron a aventurarse al sur en la región central del Yangtsé. Las campañas militares contra los Dongyi de Shandong se estancaron y luego cesaron por completo. Sin embargo, a pesar de su «final humillante», el rey Zhao todavía se conmemoraba a veces por sus campañas sureñas, ya que al menos había establecido el dominio político sobre la región al norte del río Yangtsé y al este del río Han. Los Zhou también fueron capaces de reconstruir los «Seis ejércitos de occidente» perdidos durante el reinado del sucesor de Zhao, el Rey Mu, que defendieron con éxito el reino contra las invasiones extranjeras posteriores.
Sin embargo, que estas invasiones sucedieran son una señal del declive del Zhou occidental. Mucho más grave que sus pérdidas militares, fue el impacto psicológico de gran alcance que tuvo la derrota. Para el pueblo Zhou, apenas podía haber un peor augurio que la muerte desfavorable del «Hijo del Cielo» a manos de los bárbaros del sur. El reino Zhou ya no era invencible, y desde ese momento sus enemigos no dudarían en probar su fuerza siempre que fuera posible. El estado de Zhou nunca se recuperó de esta pérdida. Bajo el reinado de los reyes posteriores, las revueltas de los estados vasallos y las invasiones extranjeras de las tierras Zhou se hicieron cada vez más frecuentes.
Mientras tanto, la conferederación de Chu, tras su victoria, se volvió a someter nominalmente a los reyes de Zhou, con la abstención de usar los títulos reales por parte de sus gobernantes. Como Chu había establecido firmemente su autonomía y control sobre la región central del Yangtsé, ya no había ninguna necesidad para desafiar a los monarcas de Zhou. Tras la muerte de su padre, el Rey Mu dirigió una campaña disciplinaria contra la confederación para forzarlos a volver a una sumisión total, pero no tuvo éxito. Chu permaneció indiscutible y virtualmente independiente. Posiblemente para controlar la expansión de la confederación, la dinastía Zhou trasladó a su estado vasallo E a la cuenca Nanyang, al norte de Chu. Hasta el gobierno del Rey Li de Zhou, E fue posiblemente el estado más poderoso de la región central del Yangtsé, lo que garantizaba la seguridad de Zhou en el sur. Sin embargo, E se rebeló en el 850 a. C. y fue destruido por Zhou, lo que permitió que Chu lo absorbiera y que por consiguiente se hiciese más poderoso. Después de una última guerra con Zhou en 823 a. C., el estado de Chu se separó por completo del reino de Zhou. Después del año 703 a. C., los gobernantes chu finalmente se declararon reyes e iguales a los gobernantes de Zhou.